# Chicagói Egyetem
A Chicagói Egyetem (angolul: University of Chicago) 1892-ben alapított amerikai magánegyetem az Illinois állambeli Chicagóban. A fő campus a város Hyde Park környékén található, a Michigan-tó partján.
A színvonalas oktatás mellett a világ egyik vezető kutatóintézeteként tartják számon. Munkatársai és hallgatói közül többen kaptak Nobel-díjat, mint a bármely egyeteméi a Cambridge-i Egyetem kivételével. Több híres vezető értelmiségi dolgozott itt, mint pl. Allan Bloom, Subrahmanyan Chandrasekhar, Ronald Coase, Milton Friedman, Richard Posner és Leo Strauss. A fizikatanszék első vezetője a későbbi Nobel-díjas Albert A. Michelson volt; ő alapította 1894-ben az egyetem Ryerson Fizikai Laboratóriumát. Vannak campusai ezek mellett Londonban, Párizsban, Pekingben, Delhiben és Hongkongban.
Számos tudományos kutató szervezet tagja, többek között a Fermi Nemzeti Gyorsítólaboratóriumé és az Argonne Nemzeti Laboratóriumot üzemeltető Egyetemi Kutató Egyesületé. Tulajdonában van és üzemelteti a Yerkes Obszervatóriumot Wisconsin államban.

## Magyar vonatkozások
Szilárd Leó 1942-ben Chicagóba költözött és 1942 februárjától 1946 júliusáig vezető fizikusként dolgozott Arthur H. Comptonnal a Chicagói Egyetem Metallurgiai Laboratóriumban (Metallurgical Laboratory). Ez a laboratórium lett az atombomba fejlesztés, vagyis a Manhattan-projekt egyik vezető kutató bázisa. 1942. december 2-án, Enrico Fermi, Szilárd és munkatársai bemutatták az első nukleáris láncreakciót a Chicagói Egyetemen, a Stagg Field-i amerikaifutball-stadion egyik lelátója alatt épült grafit reaktorblokkban. Szilárd Leó később biológusként dolgozott az egyetemen, 1956-ban megkapta a biofizikai professzor címet.
Telegdi Bálint 1951 és 1976 között a Chicagói Egyetemen tanított, Enrico Fermi közelében. Felesége Szilárd Leó titkárnője volt.
Zsuzsanna Budapest 1959-ben nyerte meg a Chicagói Egyetem ösztöndíját, s lett tanulója az intézménynek.

## Ranglisták
| Egyesült Államok                   | Egyesült Államok |
| ---------------------------------- | ---------------- |
| Forbes 2024                        | 14               |
| U.S. News & World Report 2024–2025 | 11               |
| Washington Monthly 2024            | 35               |
| WSJ/College Pulse 2025             | 75               |
| Világszerte                        |                  |
| QS 2025                            | 21               |
| Times Higher Education 2024        | 14               |
| U.S. News & World Report 2024–2025 | 25               |

## Tagság
Az egyetem az alábbi szervezeteknek a tagja:
- Consortium of Social Science Associations
- arXiv
- DataCite
- Association of American Universities
- Higher Education Leadership Initiative for Open Scholarship
- Információhálózati Koalíció
- Kutatókönyvtárak Központja
- Scholarly Publishing and Academic Resources Coalition
- Council on Governmental Relations

## Leányszervezetek
Az egyetem alá az alábbi szervezetek tartoznak:
- University of Chicago Press
- Department of Comparative Human Development, University of Chicago
- Argonne National Laboratory
- Evanston Hospital
- University of Chicago Graduate Library School
- Pritzker School of Molecular Engineering

## Szervezetek
Az egyetem az alábbi szervezeteknek a tulajdonosa:
- University of Chicago Press
- Gerald Ratner Athletics Center
- Hutchinson Commons
- WHPK

## Galéria
- A jogi tanszék épülete
- Az üzletvezetési iskola campusa
- A Hull Court bejárata
- Az egyetem központi kertje
- A Regenstein Könyvtár
- Az Argonne Nemzeti Laboratórium, amelynek része a Fermilab is
- Az egyetem egyik kollégiuma
- A Max Palevsky kollégiuma
- Az egyetemi kórház
- A Joe és Rika Mansueto Könyvtár

- Az egyetem campusa 1979-ben
- 1911-es felvétel
- A Ryerson Laboratórium 1907-ben
- A Harper Könyvtár 1912-ben
- A Tengerbiológiai Laboratórium 1899-ben
- A Harper Memorial Könyvtár egyik olvasószobája 1916-ban